# Дзундза Василь Степанович
Васи́ль Степа́нович Дзу́ндза (нар. 10 січня 1955, с. Майдан Тисменицький район Івано-Франківська область) — голова Калуської районної ради Івано-Франківської області.

## Освіта
- Українська сільськогосподарська академія (1982, агроном)
- Українська академія державного управління при Президентові України, (2003, магістр державного управління).

## Трудова діяльність
- 1970 до 1974 — студент Снятинського сільськогосподарського технікуму;
- 1974 до 1976 — служба в армії.
- 1976 до 1980 — бригадир рільничої бригади колгоспу «Вільне Прикарпаття» (с. Новиця Калуського району Івано-Франківської області);
- 1980 до 1985 — головний агроном колгоспу «Вільне Прикарпаття» (с. Новиця Калуського району Івано-Франківської області);
- 1985 до 1992 — директор радгоспу «Більшовик» (с. Студінка Калуського району Івано-Франківської області);
- 1992 до 1998 — генеральний директор агрофірми «Віта» (с. Студінка Калуського району Івано-Франківської області);
- 1998 до 2005 — голова Калуської райдержадміністрації[1][2];
- 2005 до 2010 — генеральний директор ТзОВ «Весна»;
- з грудня 2010 — голова Калуської районної ради.

## Політична діяльність
Депутат обласної ради IV скликання, депутат районної ради І та VI скликань.

## Відзнаки та нагороди
- Відзнака Президента України — ювілейна медаль «20 років незалежності України» (2011).[3]

## Сімейний стан
одружений, батько двох дітей.